# Plante boussole
Taxons concernés
- Famille concernée : Asteraceae
  - dans le genre Lactuca
    - Lactuca serriola
    - Lactuca virosa

  - dans le genre Silphium
    - Silphium laciniatum (en)
    - Silphium terebinthinaceum (en)modifier

Plante boussole est un nom vernaculaire, ambigu en français car il peut désigner différentes espèces de plantes de la famille des Composées appartenant aux genres Lactuca (laitues) et Silphium (silphies).

## Origine du nom

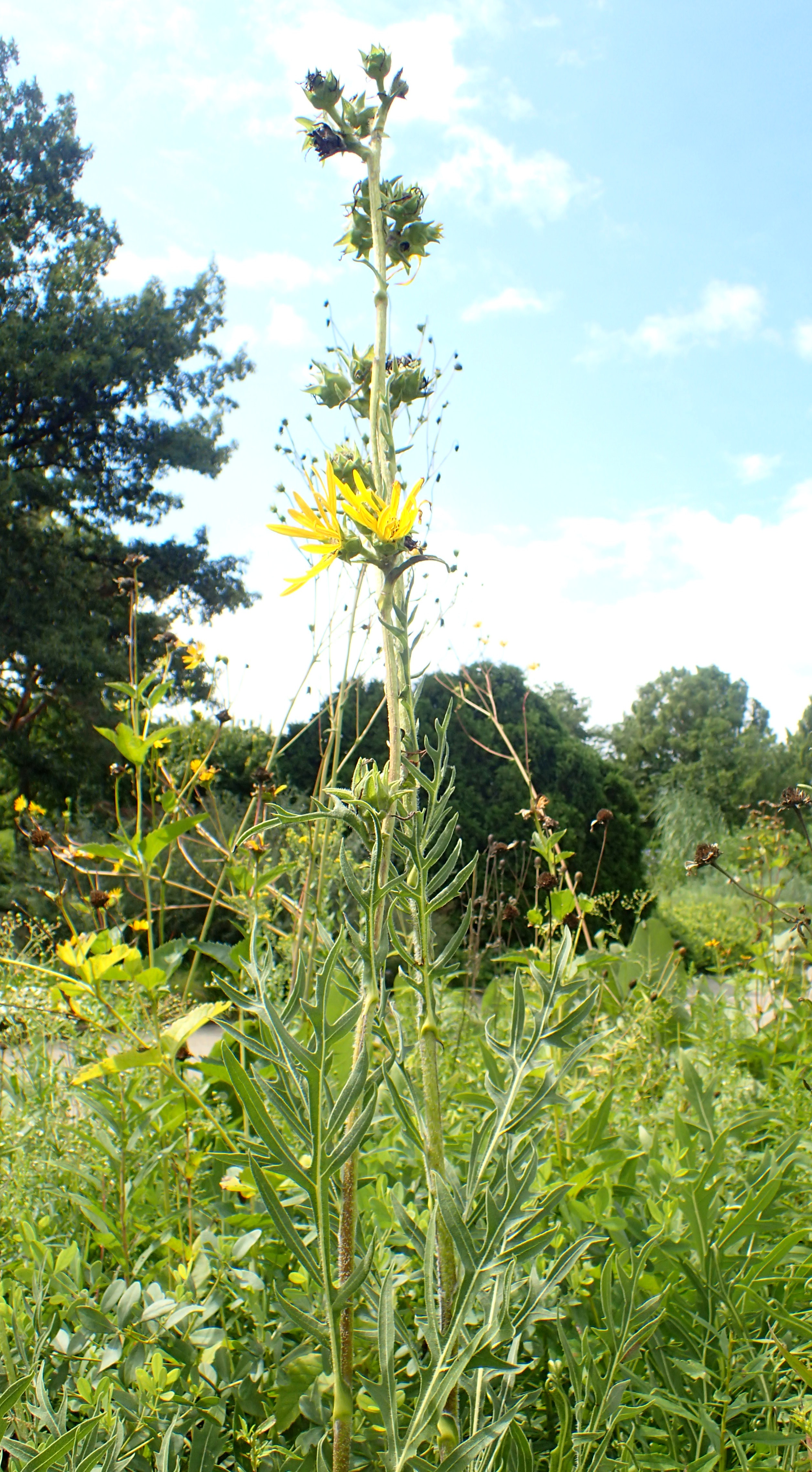
Silphium laciniatum.

Ces espèces ont en commun la propriété d'orienter leurs feuilles selon l'axe nord-sud, dans un plan perpendiculaire au sol, ce qui les protège de la brûlure du soleil aux alentours de midi et limite l'évaporation,.

## Noms français et noms scientifiques correspondants
- Laitue scariole ou laitue sauvage, Lactuca serriola L.[1]
- Laitue vireuse ou laitue sauvage, Lactuca virosa L.[1]
- Silphies, Silphium laciniatum (en) L. et Silphium terebinthinaceum (en) Jacq[2].